# کوزو ماتسوبارا
کوزو ماتسوبارا (انگلیسی: Kozo Matsubara؛ زادهٔ ۲۵ دسامبر ۱۹۴۵) بازیکن هندبال اهل ژاپن بود.